# Per Nygårds
Per Nygårds, Per Anders Arno Nygårds Kers, född 22 december 1965 i West Orange, New Jersey, USA, är en före detta svensk-amerikansk ishockeyspelare och  ishockeytränare.
Han är född i New Jersey, USA och spelade ungdomshockey i Evanston, Illinois. En av hans lagkamrater under tiden i Evanston var Tony Granato – som både vunnit Stanley Cup-guld och tränat NHL-lag. Nygårds härstammar precis som hockeylegendaren Thomas Steen från det lilla samhället Töcksfors i västra Värmland. Nygårds flyttade 1979 till Sverige och spelade i "Tumba-65orna", som spelade på utomhusarenan Rödstu hage vid sjön Uttran.  I laget ingick bland andra Charles Berglund, Håkan Andersson (NHL-laget Detroit Red Wings europeiska huvudscout) och Harri Tiala. Laget tränades av Tomas Storm – som fostrat ett stort antal svenska hockeytalanger till elitnivå.
Därefter spelade Per Nygårds flera år i Huddinge där han tog klivit upp i a-laget, allsvenskan och genom flera elitseriekval. Han har blivit vald av fansen till en av de bästa backarna i klubbens historia. Han spelade, som amerikansk medborgare, även i amerikanska landslaget i förtruppen till OS i Albertville 1992. Därefter väntade två år i Djurgården under dess storhetstid. Efter ett SM-guld med Djurgården 1991 och final året därefter (där han spelade forward i stället för back) blev han ett så kallat ettårsfall och blev mot sin vilja kontraktslös. 
Detta ledde så småningom till en nedtrappning av spel på elitnivå och tränarutbildning. Han har sedan haft flera tränaruppdrag, bland annat i Djurgårdens elitserielag 2001/2002 (tillsammans med Kent Johansson, numera HV71), Skå IK, Bålsta, Södertälje (A-lag och juniorer) och diverse landslaguppdrag för svenska juniorer innan vägen ledde till rollen som assisterande tränare i Timrå IK tillsammans med Charles Berglund. Efter tre år med Timrå i elitserien övergick Nygårds till sportchefstjänsten i Södertälje SK 2010. Per Nygårds är son till fotografen Leif-Erik Nygårds.

## Spelarkarriär
| 1982/83 | Huddinge IK    | Division I  | 1  | 0  | 0  | 0  | 0  | - |         |   |   |   |   |    |   |
| 1983/84 | Huddinge IK    | Division I  | 5  | 0  | 0  | 0  | 4  | - | Kval    | 1 | 0 | 0 | 0 | 0  | - |
| 1985/86 | Huddinge IK    | Division I  | 14 | 2  | 4  | 6  | 4  | - |         |   |   |   |   |    |   |
| 1987/88 | Huddinge IK    | Division I  | 30 | 7  | 8  | 15 | 34 | - | Kval    | 5 | 2 | 4 | 6 | 10 | - |
| 1988/89 | Huddinge IK    | Division I  | 25 | 5  | 2  | 7  | 20 | - |         |   |   |   |   |    |   |
| 1989/90 | Huddinge IK    | Division I  | 32 | 11 | 13 | 24 | 32 | - | Kval    | 2 | 0 | 0 | 0 | 2  | - |
| 1990/91 | Djurgårdens IF | Elitserien  | 33 | 2  | 4  | 6  | 14 | - | Playoff | 7 | 0 | 0 | 0 | 0  | - |
| 1991/92 | Djurgårdens IF | Elitserien  | 34 | 1  | 0  | 1  | 4  | - | Playoff | 9 | 0 | 0 | 0 | 2  | - |
| 1993/94 | Bålsta HC      | Division II | 14 | 6  | 5  | 11 | 52 | - |         |   |   |   |   |    |   |

## Tränarkarriär
| Säsong  | Klubb                 | Liga              | Roll                 | Kommentar |
| ------- | --------------------- | ----------------- | -------------------- | --------- |
| 1998/99 | Södertälje SK         | Division I        | Tränare              |           |
| 1999/00 | Södertälje SK         | Allsvenskan       | Huvudtränare         |           |
| 2000/01 | Södertälje SK J18     | J18 Elit          | Huvudtränare         |           |
| 2001/02 | Djurgårdens IF        | Elitserien        | Assisterande tränare |           |
| 2002/03 | Södertälje SK J20     | J20 SuperElit     | Huvudtränare         |           |
| 2003/04 | Södertälje SK J20     | J20 SuperElit     | Huvudtränare         |           |
| 2003/04 | Sveriges U16-landslag |                   | Huvudtränare         |           |
| 2004/05 | Södertälje SK J20     | J20 SuperElit     | Huvudtränare         |           |
| 2005/06 | Södertälje SK J20     | J20 SuperElit     | Huvudtränare         |           |
| 2006/07 | Södertälje SK J20     | J20 SuperElit     | Huvudtränare         |           |
| 2007/08 | Timrå IK              | Elitserien        | Assisterande tränare |           |
| 2008/09 | Timrå IK              | Elitserien        | Assisterande tränare |           |
| 2009/10 | Timrå IK              | Elitserien        | Assisterande tränare |           |
| 2010/11 | Södertälje SK         | Elitserien        | General Manager      |           |
| 2011/12 | Södertälje SK         | Hockeyallsvenskan | General Manager      |           |
| 2012/13 | Södertälje SK         | Hockeyallsvenskan | General Manager      |           |
| 2013/14 | Södertälje SK         | Hockeyallsvenskan | General Manager      |           |
| 2014/15 | Södertälje SK         | Hockeyallsvenskan | General Manager      |           |
| 2014/15 | Södertälje SK J18     | J18 Elit          | Huvudtränare         |           |
| 2016/17 | Huddinge IK J20       | J20 Elit          | Huvudtränare         |           |
| 2017/18 | Huddinge IK J20       | J20 Elit          | Huvudtränare         |           |
| 2021/22 | Södertälje SK J20     | J20 Nationell     | General Manager      |           |